# T. J. Oshie
Timothy Leif Oshie, spíše známý jako T. J. Oshie (* 23. prosince 1986, Mount Vernon, Washington) je bývalý americký hokejista hrající za tým Washington Capitals v National Hockey League. V roce 2005 byl draftován týmem St. Louis Blues na celkově 24. místě.

## Hráčská kariéra

### Amatérská kariéra
Oshie odehrál tři sezony v dresu své střední školy v minnesotském Warroadu a v letech 2003 a 2005 se mu povedlo dovézt svůj tým k vítězství ve státním středoškolském mistrovství. Ve všech třech sezonách se rovněž dostal do výběru nejlepších hráčů ligy. S 100 bodů za 37 gólů a 63 asistencí v 31 zápasech vedl bodování celé státní soutěže ve svém posledním ročníku. V roce 2005 se dostal do výběru nejlepších středoškolských hokejistů Minnesoty a byl nominován na cenu Mr. Hockey Award, která je udělována nejlepšímu středoškolskému hráči v Minnesotě. Po dokončení své středoškolské kariéry v roce 2005 stihl ještě ve stejné sezoně odehrát 11 utkání za tým Sioux Falls Stampede v juniorské United States Hockey League. Po sezoně si ho v draftu 2005 vybrali v prvním kole jako celkově 24. St. Louis Blues.
Po draftu Oshie odehrál tři sezony za tým University of North Dakota Fighting Sioux v divizi Western Collegiate Hockey Association univerzitní ligy NCAA. Ve své nováčkovské sezoně byl se 24 brankami nejlepším střelcem svého týmu a přidal k tomu 21 asistencí. S devíti vítěznými brankami v ročníku vedl celou ligu a navíc to byl nový rekord v historii školy. Na konci sezony byl jmenován do výběru nejlepších nováčků a nejlepších hráčů finálového turnaje divize.
Ve svém druhém ročníku zvedl své maximum na 52 bodů se 17 brankami a 35 asistencemi, čímž se umístil na druhém místě v týmovém bodování. Následně získal nominaci do třetího výběru nejlepších hráčů divize a týmové ocenění Cliff Purpur Award pro hráče, který nejvíce demonstruje tvrdou práci a odhodlání, které kombinuje se vzrušující hrou na ledě. Po úspěšných vyřazovacích bojích v divizi se Fighting Sioux dostali na celoligový turnaj, kde svůj celek vedl s osmi body za čtyři branky a stejný počet nahrávek. Svou poslední sezonu v Severní Dakotě odehrál ve třetím ročníku, kdy posbíral 45 bodů ve 42 utkáních.

### St. Louis Blues
13. května 2008 se Oshie rozhodl vynechat svou čtvrtou sezonu ze stipendia na univerzitě a podepsal kontrakt se St. Louis Blues. Svůj první gól v NHL vstřelil v říjnu téhož roku, kdy trefil branku Detroit Red Wings. Díky svému rychlému a energickému stylu hry se rychle stal oblíbencem fanoušků Blues. Za 57 zápasů, které ve své nováčkovské sezoně odehrál, posbíral 39 bodů za 14 branek a 25 asistencí. Na konci ročníku vyhrál ocenění Gól roku, o kterém rozhodovali fanoušci na ligové internetové stránce, za branku z 26. března 2009 proti Vancouveru. Ve středním pásmu získal kotouč od svého spoluhráče Davida Perrona a nečekaně rychle se vzdálil od hrazení, čímž zavinil pád soupeře Ricka Rypiena. Poté ještě vykličkoval obránce Mattiase Öhlunda a trpělivým držením kotouče položil gólmana Roberta Luonga, čímž si otevřel prostor v brance, který bekhendem trefil. Gól vyrovnal skóre na 1:1, utkání poté Blues vyhráli.
Na začátku sezony 2010/11 si Oshie zlomil kotník ve skrumáži se Samuelem Påhlssonem při nepovedeném zápase s Columbus Blue Jackets. Švédský útočník totiž na jeho kotník spadl a Oshie tak musel vynechat hned tři měsíce základní části sezony. 30. června po téže sezoně podepsal nový jednoletý kontrakt na 2,35 milionu dolarů .

### Mezinárodní akce
Oshie reprezentoval Spojené státy na mistrovství světa juniorů v ledním hokeji 2006 v kanadském Vancouveru. Po vyřazení Blues z play-off roku 2009 získal svou první nominaci do prvního národního týmu USA, když si zahrál na mistrovství světa v ledním hokeji 2009 ve Švýcarsku. O rok později reprezentoval svou zemi také na mistrovství světa v ledním hokeji 2010 v Německu a přestože se turnaj Američanům vůbec nepovedl, sám zaznamenal 4 branky a 2 asistence v 6 utkáních. Na zimních olympijských hrách v Soči 2014 předvedl obdivuhodný výkon, kdy vstřelil 4 branky v nájezdech proti Rusku a zajistil USA první místo v základní skupině.

## Osobní život
Oshie se narodil ve městě Mount Vernon ve státě Washington a jeho rodiči byli Tim Oshie a jeho žena Tina. Společně s bratrem Taylorem a sestrami Tawni a Aleahou vyrostli v nedalekém Everettu a později se přestěhoval do minnesotského Warroadu, aby si vylepšil kariéru angažmá na tamní střední škole. Minnesotská středoškolská liga je totiž nejprestižnější středoškolskou ligou na světě. Po maturitě v roce 2005 odešel na University of North Dakota, kde vynikal v obecných studiích. V lednu 2007 se dostal společně se spoluhráčem Jonathanem Toewsem do problémů se zákonem, jelikož konzumovali alkohol v příliš nízkém věku v hospodě ve městě Grand Forks. Oba byli porotou shledáni vinnými a byl jim udělen trest v podobě podmínky a veřejně prospěšných prací. Od roku 2010 chodí s Lauren Cosgroveovou, se kterou se 15.12.2013 zasnoubil a mají spolu dcery jménem Lyla Grace, Leni, Lucy a syna Campbell.

## Prvenství
- Debut v NHL - 10. října 2008 (St. Louis Blues proti Nashville Predators)
- První asistence v NHL - 13. října 2008 (Toronto Maple Leafs proti St. Louis Blues)
- První gól v NHL - 22. října 2008 (St. Louis Blues proti Detroit Red Wings, americkému brankáři Ty Conklin)
- První hattrick v NHL - 27. března 2014 (St. Louis Blues proti Minnesota Wild)

## Statistiky

### Klubové statistiky
| Sezóna      | Klub                       | Soutěž      |      | Základní část | Základní část | Základní část | Základní část | Základní část |    | Play off | Play off | Play off | Play off | Play off |
| Sezóna      | Klub                       | Soutěž      | Z    | G             | A             | B             | TM            | Z             | G  | A        | B        | TM       |          |          |
| 2004/05     | Sioux Falls Stampede       | USHL        | 11   | 3             | 2             | 5             | 6             | —             | —  | —        | —        | —        |          |          |
| 2005/06     | University of North Dakota | NCAA        | 43   | 24            | 21            | 45            | 33            | —             | —  | —        | —        | —        |          |          |
| 2006/07     | University of North Dakota | NCAA        | 43   | 17            | 35            | 52            | 30            | —             | —  | —        | —        | —        |          |          |
| 2007/08     | University of North Dakota | NCAA        | 42   | 18            | 27            | 45            | 57            | —             | —  | —        | —        | —        |          |          |
| 2008/09     | St. Louis Blues            | NHL         | 57   | 14            | 25            | 39            | 28            | 4             | 0  | 0        | 0        | 2        |          |          |
| 2009/10     | St. Louis Blues            | NHL         | 76   | 18            | 30            | 48            | 36            | —             | —  | —        | —        | —        |          |          |
| 2010/11     | St. Louis Blues            | NHL         | 49   | 11            | 22            | 33            | 15            | —             | —  | —        | —        | —        |          |          |
| 2011/12     | St. Louis Blues            | NHL         | 80   | 19            | 35            | 54            | 50            | 9             | 0  | 3        | 3        | 6        |          |          |
| 2012/13     | St. Louis Blues            | NHL         | 30   | 7             | 13            | 20            | 15            | 6             | 2  | 0        | 2        | 2        |          |          |
| 2013/14     | St. Louis Blues            | NHL         | 79   | 21            | 39            | 60            | 42            | 5             | 2  | 0        | 2        | 2        |          |          |
| 2014/15     | St. Louis Blues            | NHL         | 72   | 19            | 36            | 55            | 51            | 6             | 1  | 1        | 2        | 0        |          |          |
| 2015/16     | Washington Capitals        | NHL         | 80   | 26            | 25            | 51            | 34            | 12            | 6  | 4        | 10       | 11       |          |          |
| 2016/17     | Washington Capitals        | NHL         | 68   | 33            | 23            | 56            | 36            | 13            | 4  | 8        | 12       | 4        |          |          |
| 2017/18     | Washington Capitals        | NHL         | 74   | 18            | 29            | 47            | 31            | 24            | 8  | 13       | 21       | 31       |          |          |
| 2018/19     | Washington Capitals        | NHL         | 69   | 25            | 29            | 54            | 36            | 4             | 1  | 1        | 2        | 4        |          |          |
| 2019/20     | Washington Capitals        | NHL         | 69   | 26            | 23            | 49            | 26            | 8             | 3  | 0        | 3        | 13       |          |          |
| 2020/21     | Washington Capitals        | NHL         | 53   | 22            | 21            | 43            | 18            | 5             | 1  | 3        | 4        | 0        |          |          |
| 2021/22     | Washington Capitals        | NHL         | 44   | 11            | 14            | 25            | 18            | 6             | 6  | 1        | 7        | 0        |          |          |
| 2022/23     | Washington Capitals        | NHL         | 58   | 19            | 16            | 35            | 59            | —             | —  | —        | —        | —        |          |          |
| 2023/24     | Washington Capitals        | NHL         | 52   | 12            | 13            | 25            | 44            | 4             | 0  | 1        | 1        | 4        |          |          |
| NHL celkově | NHL celkově                | NHL celkově | 1010 | 301           | 393           | 694           | 541           | 106           | 34 | 35       | 69       | 79       |          |          |

## Reprezentace
| Rok            | Tým            | Soutěž         | Z  | G | A | B  | TM |
| -------------- | -------------- | -------------- | -- | - | - | -- | -- |
| 2006           | USA            | MSJ            | 7  | 1 | 0 | 1  | 10 |
| 2009           | USA            | MS             | 9  | 1 | 2 | 3  | 2  |
| 2010           | USA            | MS             | 6  | 4 | 2 | 6  | 2  |
| 2013           | USA            | MS             | 4  | 1 | 0 | 1  | 2  |
| 2014           | USA            | ZOH            | 6  | 1 | 3 | 4  | 4  |
| 2016           | USA            | SP             | 3  | 1 | 0 | 1  | 0  |
| Junioři celkem | Junioři celkem | Junioři celkem | 7  | 1 | 0 | 1  | 10 |
| Senioři celkem | Senioři celkem | Senioři celkem | 28 | 8 | 7 | 15 | 10 |